# Едноколесен велосипед
Едноколесният велосипед е вид велосипед с едно колело, привеждан в движение единствено от човешката сила и умения. При движение с едноколесен велосипед могат да се изпълняват прости и сложни движения и фигури. Възможно е и изпълнението на скокове и различни акробатични номера.
Основни части на едноколесния велосипед са седалка, вилка, колело и педали. Движението се осъществява чрез въртене напред или назад и запазване на равновесие.

## Видове
Видовете едноколесни велосипеди могат да се различат по конструкция и по приложение.
1. по конструкция
1.1 Стандартен
Това е нормалният едноколесен велосипед. Раменете на педалите са свързани директно към оста. Над колелото има седалка.
1.2 Жираф
Едноколесен велосипед с удължена седалка и верижна предавка. Има и „необикновени жирафи“, с две или три колела, контактуващи едно с друго и предаващи си въртеливото движение.
1.3 „Ultimate Wheel” и „Impossible Wheel”
Особеното тук е, че отсъства седалката, а е възможно да няма и педали. Тогава има само плоскости за стъпване.
2. по приложение
2.1 за тренировка или фитнес
2.2 фрийстайл
2.3 Фрийстайл или за изпълнения (номера, пинизи...)
2.4 туристически
Приложение за пътуване или просто туристически. Подходящ за къси ежедневни градски придвижвания.
2.5 Off-road
За пресечена местност. Наричан Mountain Unicycling (MUni).
2.6 състезателни
за преодоляване на препятствия

## Размери
Възможните (за намиране в магазините) размери са: 12”, 16”, 18”, 20”, 24”, 26”, 28”, 36”... 40” (дори 48”!!!)